# Nikon Z8
Le Nikon Z8 est un appareil photo hybride plein format haut de gamme produit par Nikon. L'appareil a été annoncé le 10 mai 2023. C'est le dixième appareil photo à monture Z, et le septième appareil à monture Z plein format.

## Caractéristiques
Le Z8 a le même capteur rétro-éclairé et empilé CMOS de 45,7 millions de pixels que le Nikon Z9, avec des capacités identiques pour l'autofocus et la vidéo que le Z9, mais dans un corps environ 30 % plus petit, étant même un peu plus léger que le Nikon D850.
L'appareil fait appel à un obturateur électronique avec des vitesses allant jusqu'au 1/32 000e de seconde, et inclut dans le boitier une stabilisation sur cinq axes,. La batterie est la EN-EL15 déjà utilisée pour les Z5, Z6 et Z7 ainsi que sur divers appareils reflex numériques ; la batterie EN-EL18 beaucoup plus grosse du Z9 et des Nikon D4, D5 et D6 ne peut pas être utilisée. Le HEIF a été ajouté comme format d'enregistrement.
L'alliage de magnésium et un nouveau matériau mis au point par Teijin lui donne la même résistance à la poussière et à l'eau que le D850.
La mise à jour du firmware 2.0 a ajouté plusieurs caractéristiques importantes : l'autocapture (déclenchement automatique de l'appareil en fonction de la détection de sujet, du mouvement et de la distance), le pixel shift (qui permet de créer des images jusqu'à 180 millions de pixels, avec fusion de plusieurs images dans NX Studio), et la détection de sujet pour les oiseaux,.

## Prix
L'appareil a reçu le prix TIPA 2024 dans la catégorie « meilleur appareil professionnel plein format », le prix EISA Camera of the Year 2023-2024, ainsi que le iF Design Award 2024,.

## Galerie

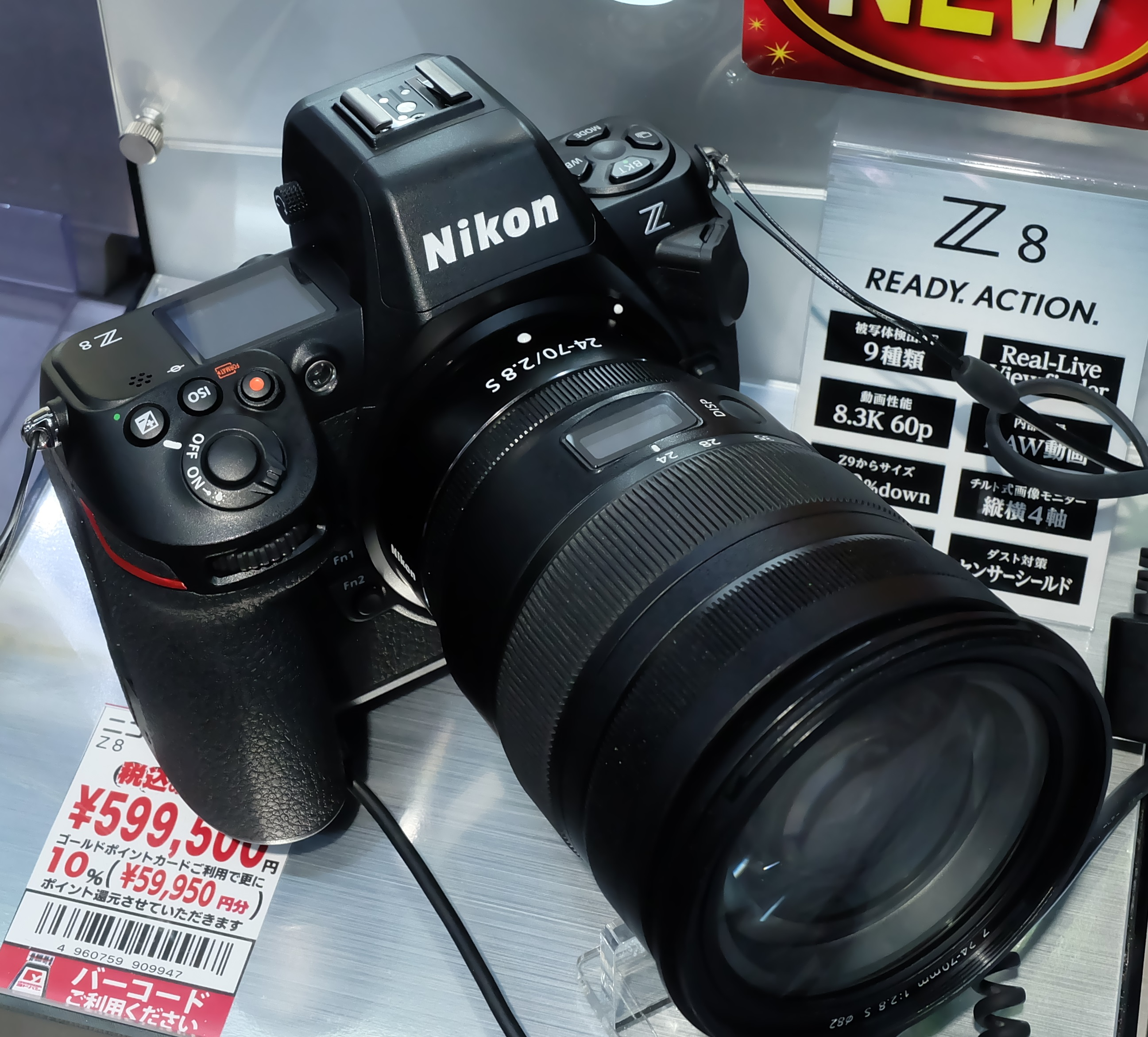
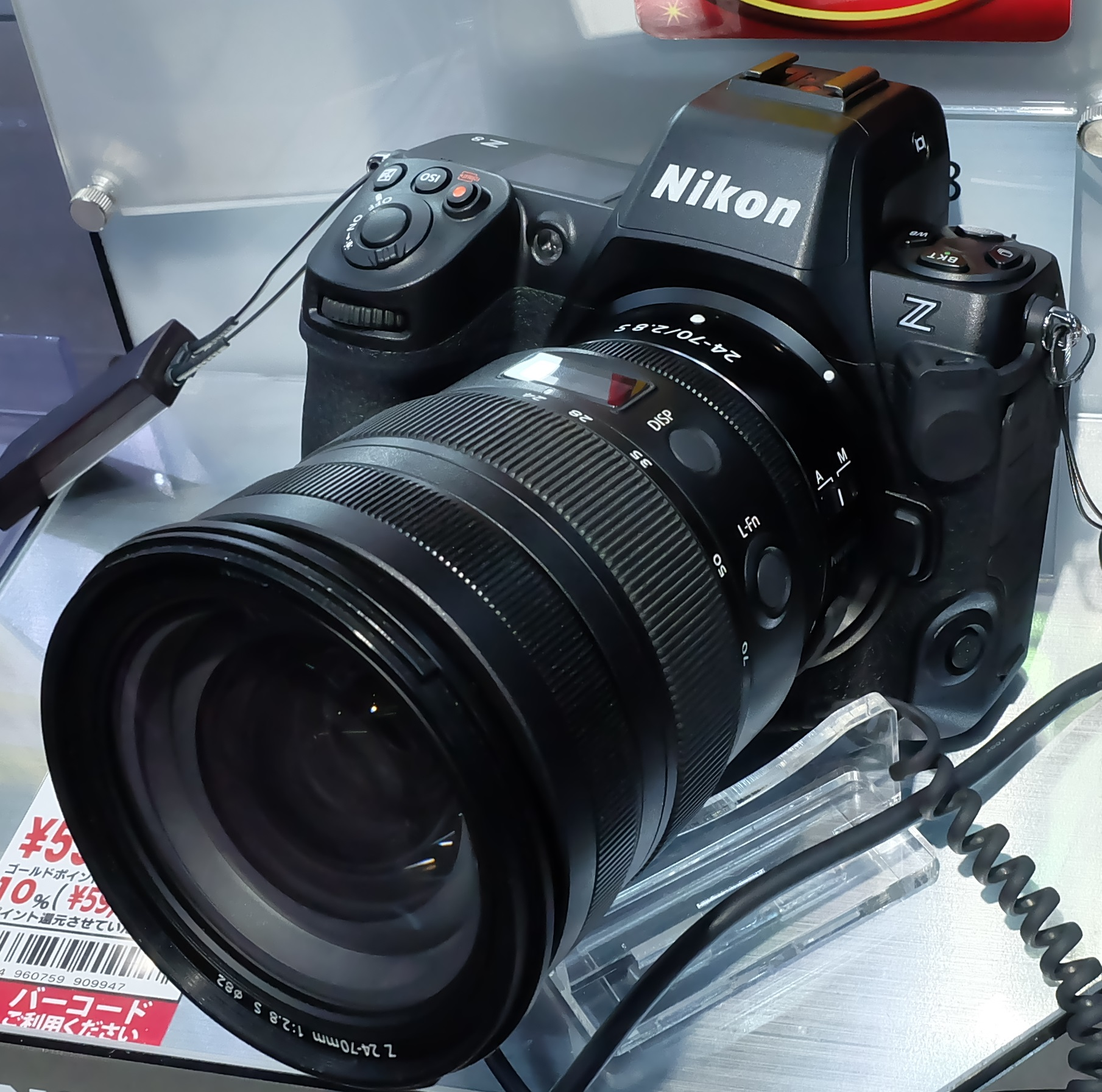
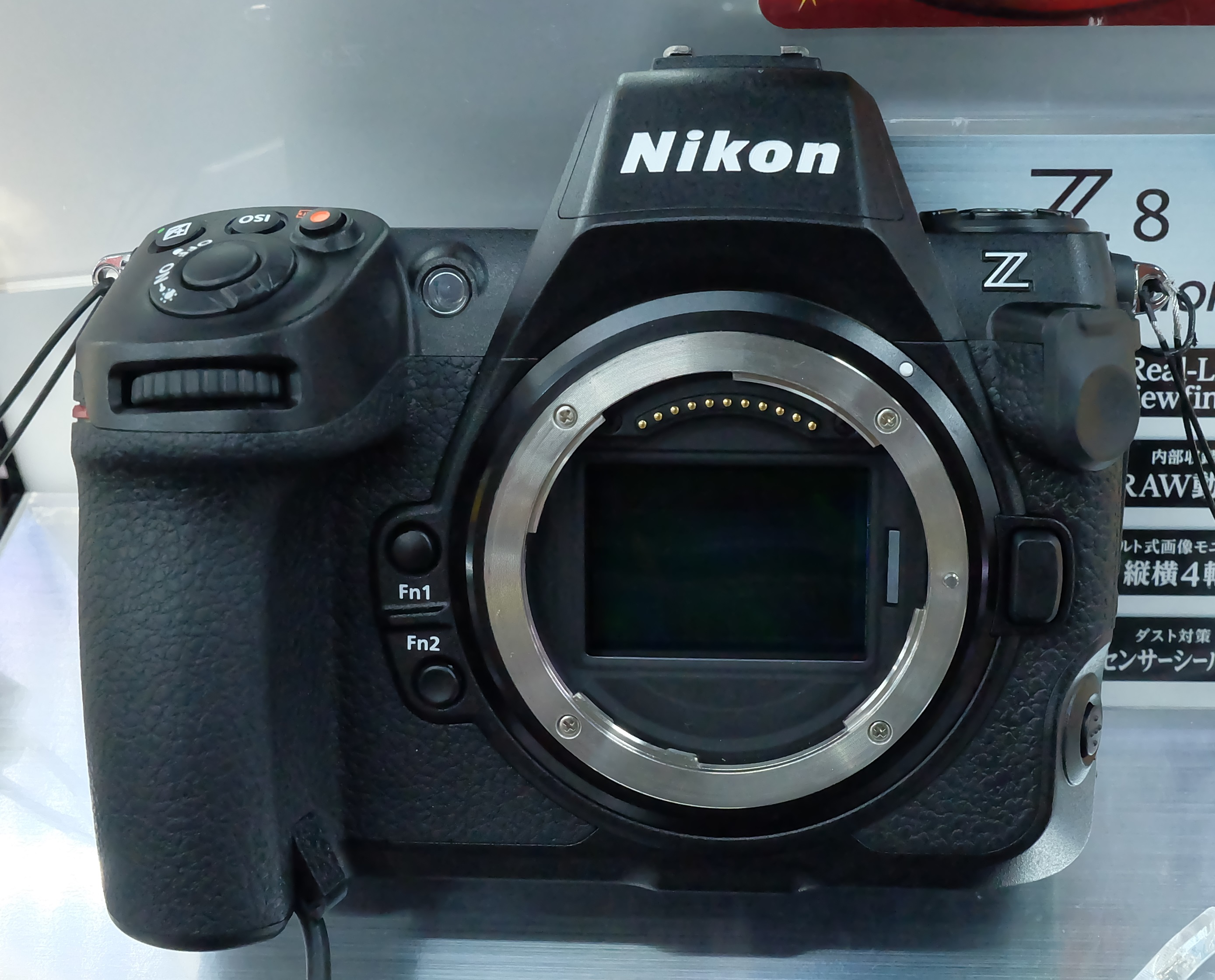
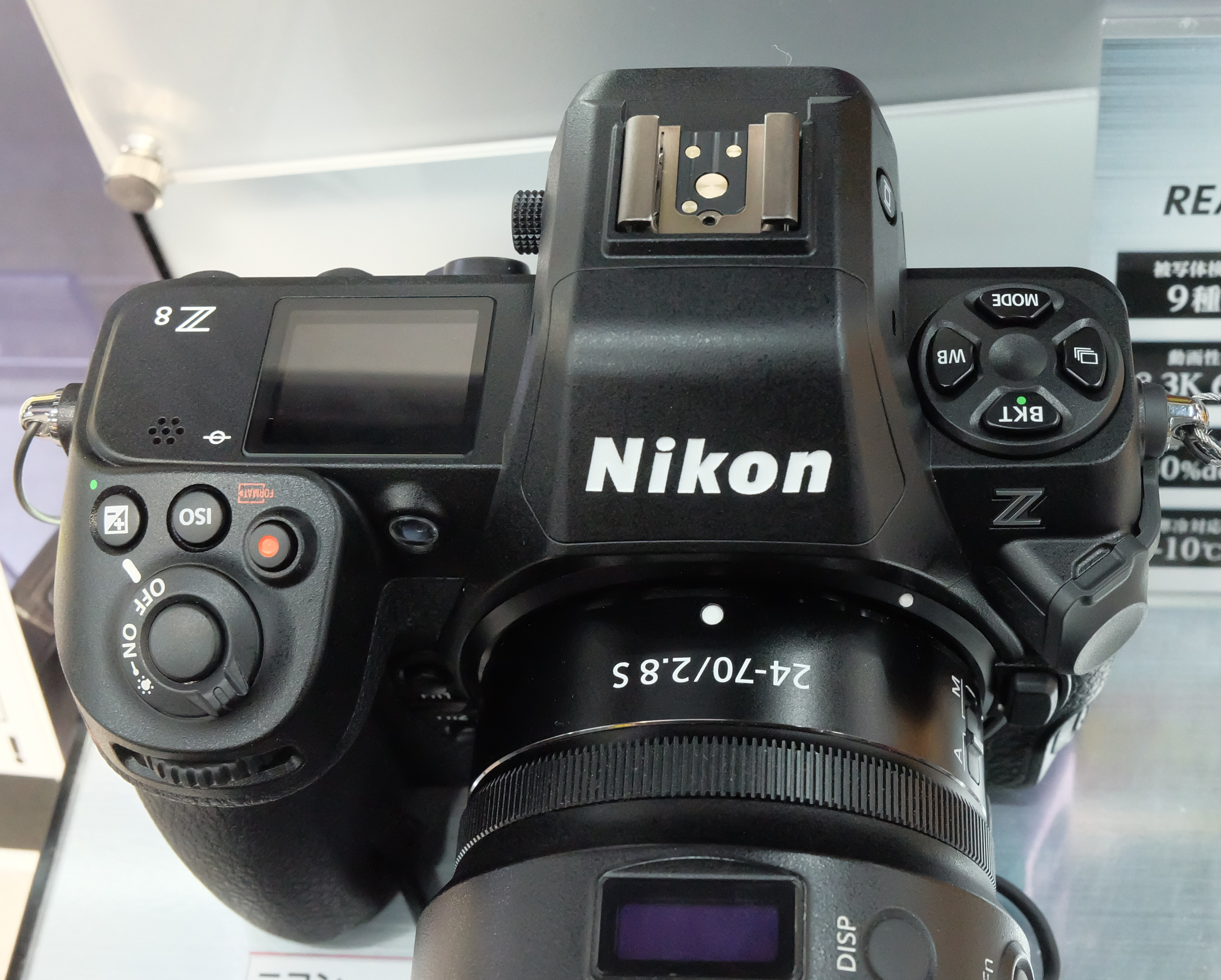
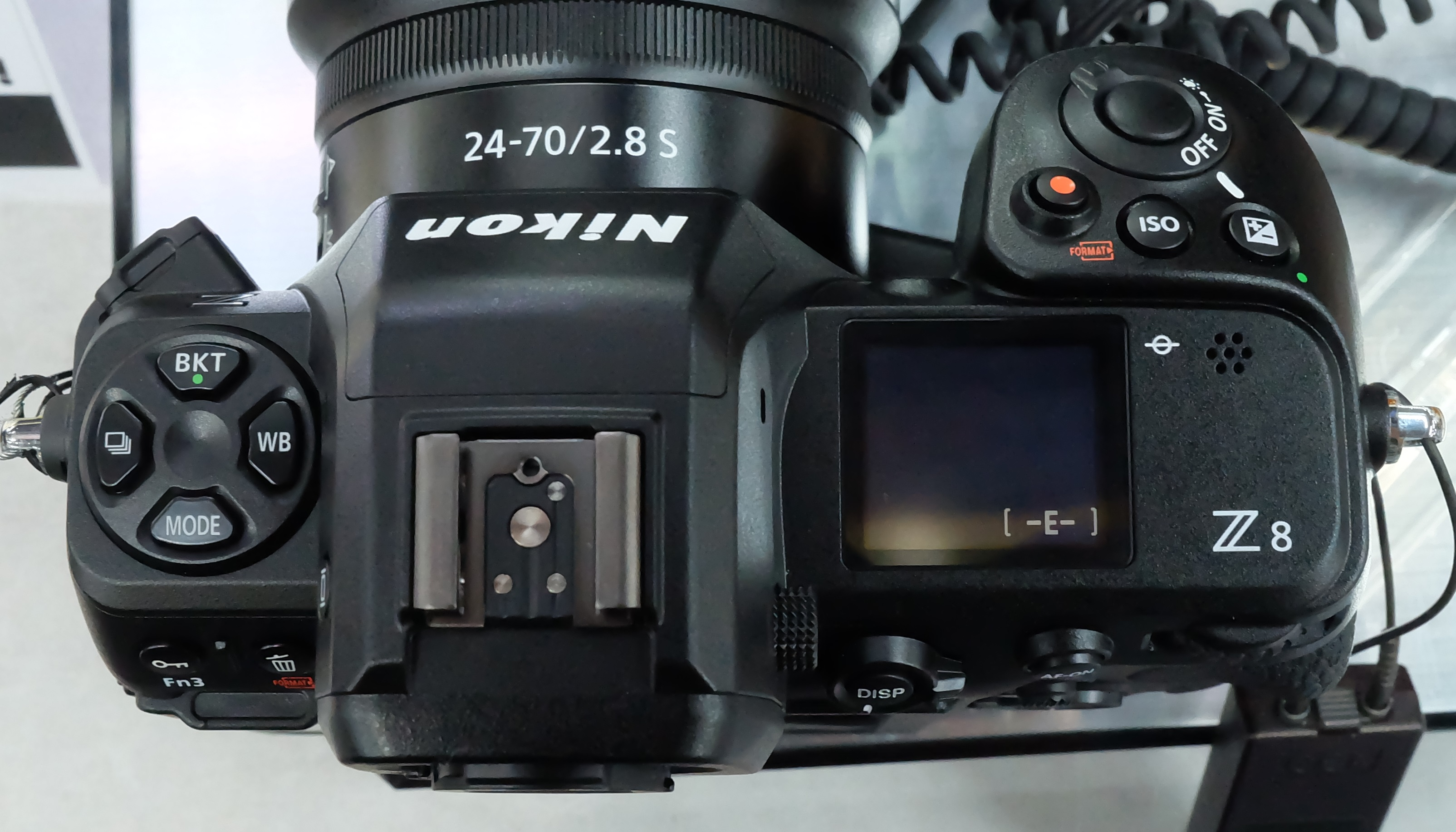
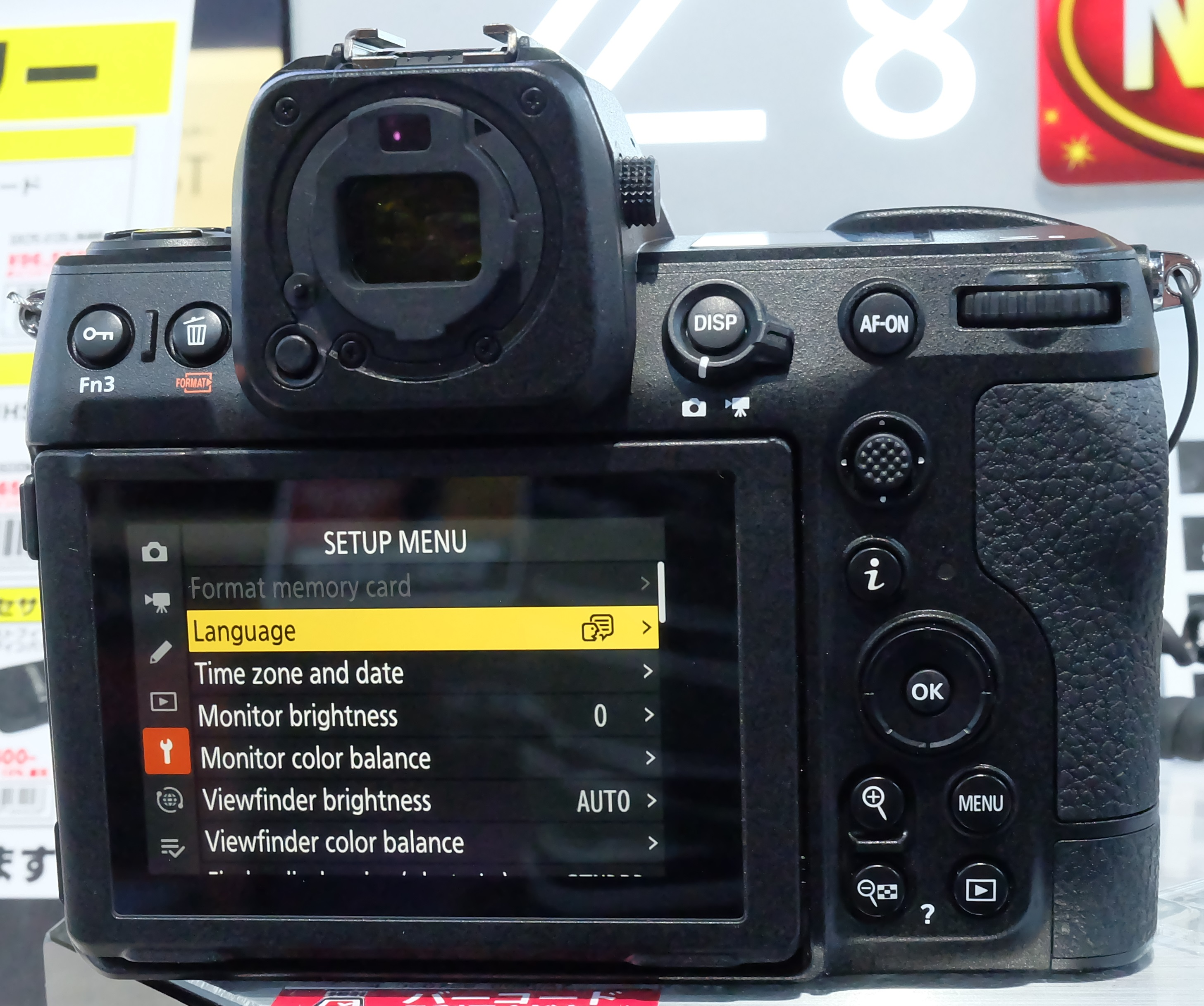
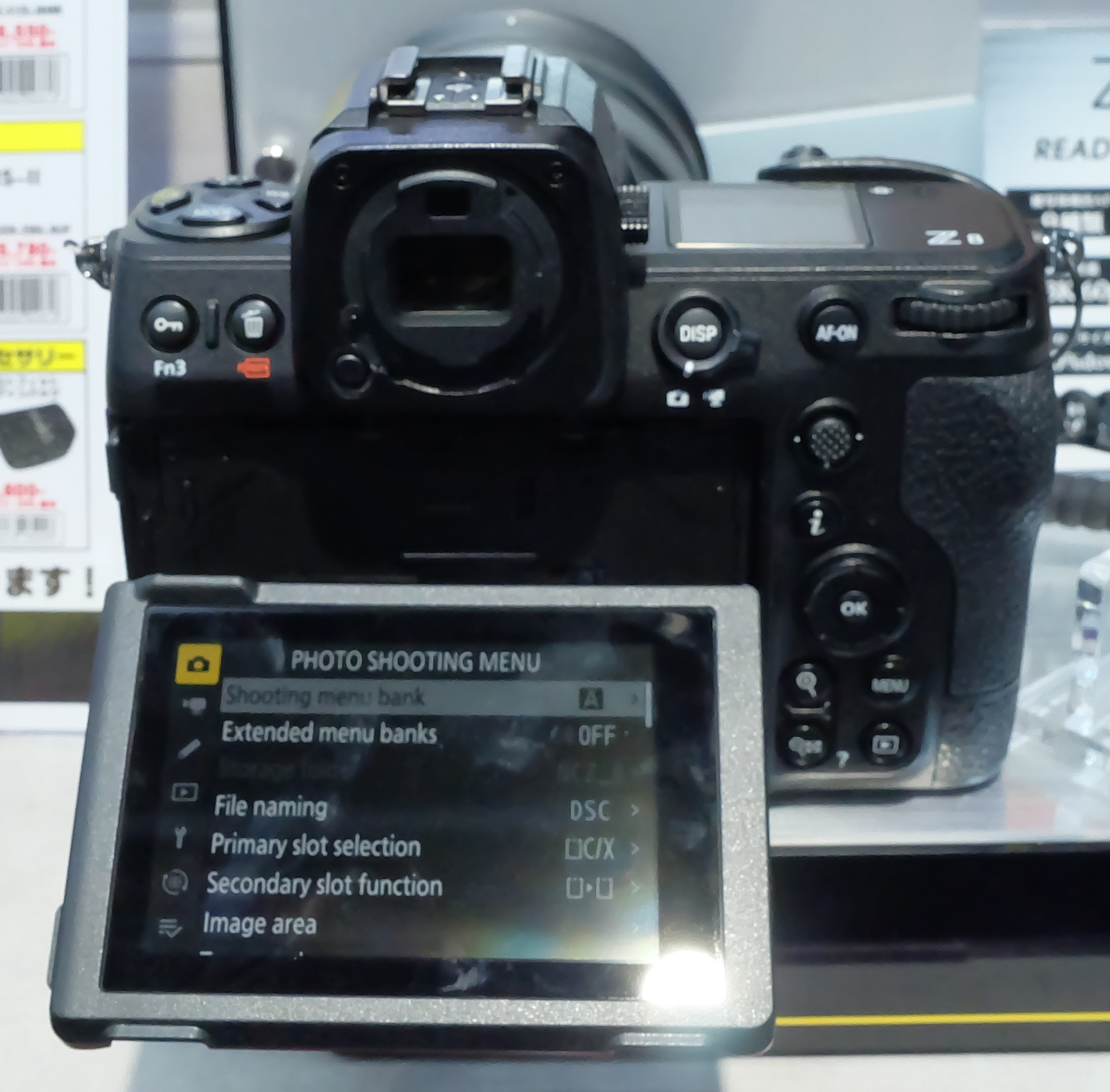
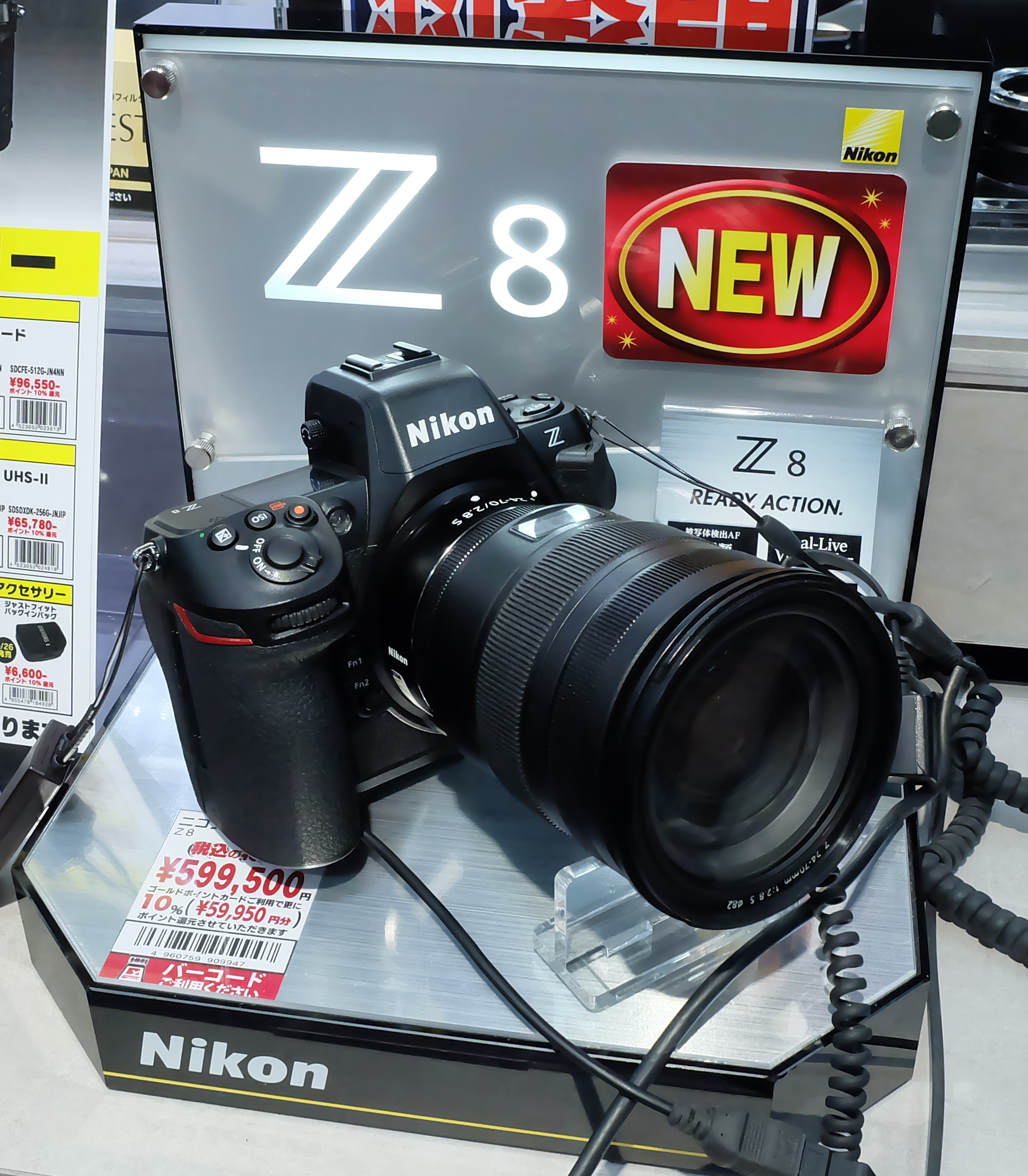